# Auferstehungskirche (Hrob)

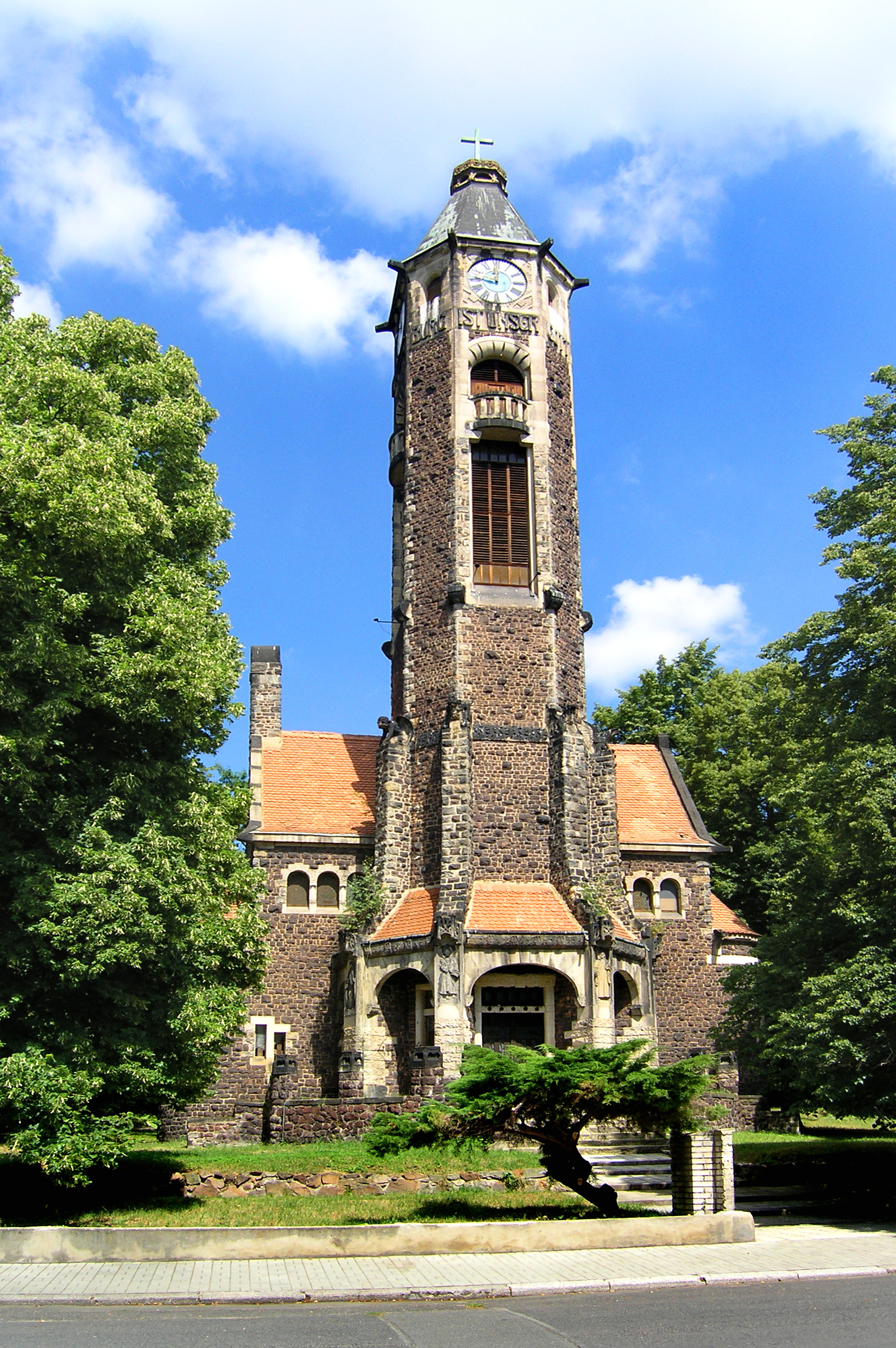
Evangelische Kirche

Die Auferstehungskirche ist eine ehemalige Pfarrkirche in Hrob (deutsch: Klostergrab) in der Aussiger Region in Nordböhmen in Tschechien. 

## Geschichte

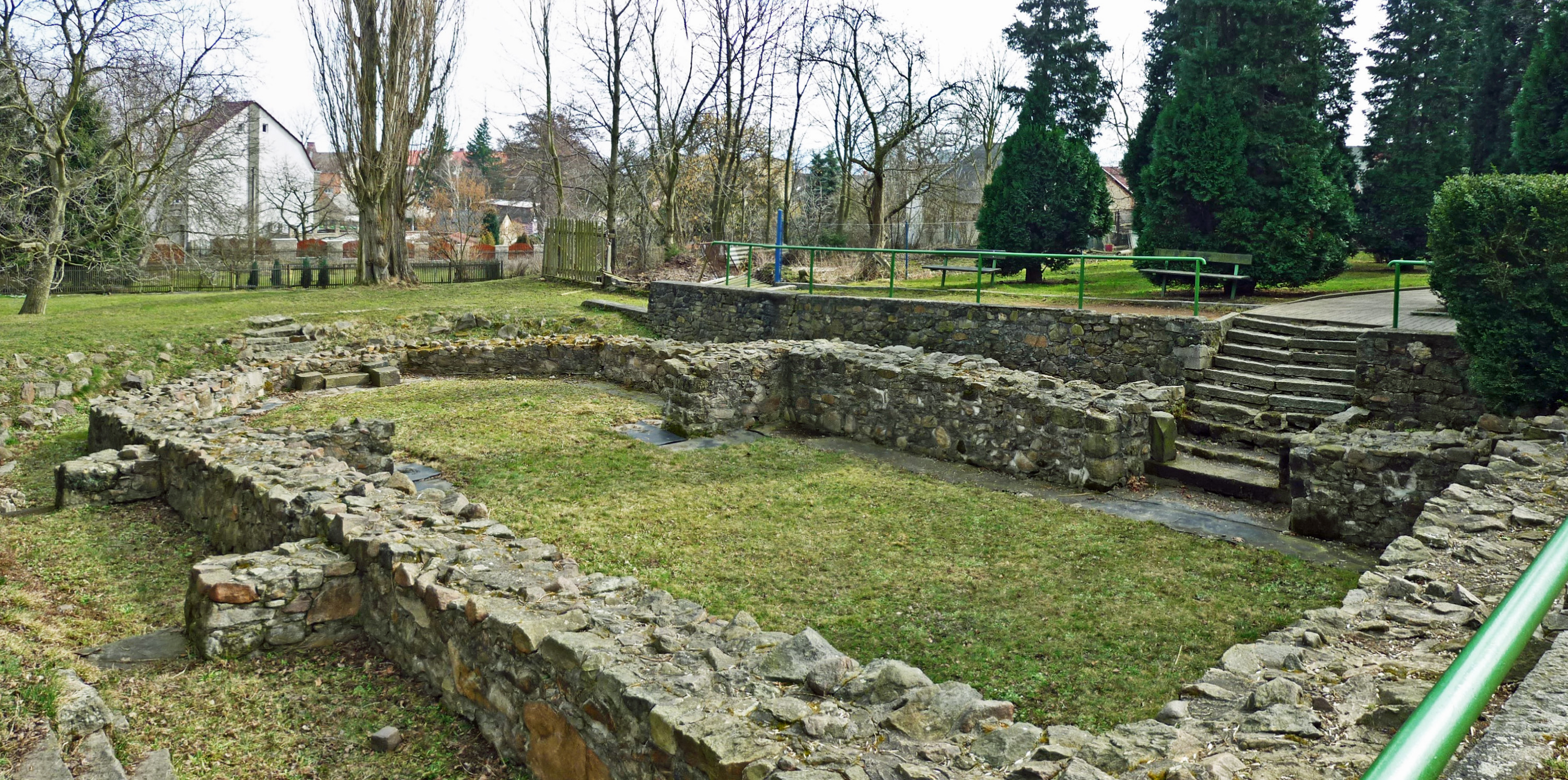
Grundmauern der 1617 zerstörten Kirche

Aufgrund der unmittelbaren Nachbarschaft zu Sachsen nahm Klostergrab im 16. Jahrhundert den evangelischen Glauben an, und nach Zusicherung der Religionsfreiheit für Böhmen durch Kaiser  Rudolf II. im Jahr 1609 erfolgte 1611 in Klostergrab der Bau der ersten reformierten Kirche Böhmens, die jedoch auf Anordnung des Stadthauptmanns von Osek 1617 wieder abgebrochen wurde. Ihre Grundmauern sind freigelegt.
Erst im ausgehenden 19. Jahrhundert bildete sich im Zuge der Los-von-Rom-Bewegung in Klostergrab wieder eine evangelische Kirchengemeinde. Mit dem Bau der Kirche wurde 1900 das renommierte Dresdener Architekturbüro Schilling & Graebner beauftragt, das gleichzeitig auch  im benachbarten Turn, einem Ortsteil von Teplitz, und mit der Lutherkirche in Dux bedeutende Kirchenbauten errichtete, die Bauausführung übernahm Baumeister Rudolf Wettstein. Die symbolische Grundsteinlegung der Kirche fand am 12. Dezember 1900, dem Jahrestag der Zerstörung des ersten evangelischen Kirchenbaus, statt, ihre Einweihung zu Ostern 1902. Die Kirche gilt als die erste Jugendstilkirche Tschechiens.
Nach 1945 wurde das Kirchengebäude der Tschechoslowakischen Hussitischen Kirche übergeben, die sie bis Ende der 1960er Jahre nutzte. Nach Vandalismusakten um das Jahr 2000, bei denen die Glasfenster mit Darstellungen aus dem Leben Martin Luthers zerstört und die Dachdeckung geraubt wurde, fanden 2008 Sicherungsarbeiten statt, um eine weitere Zerstörung des Innenraums zu verhindern. Seit 2012 werden Spenden für die weitere Restaurierung der Kirche gesammelt.

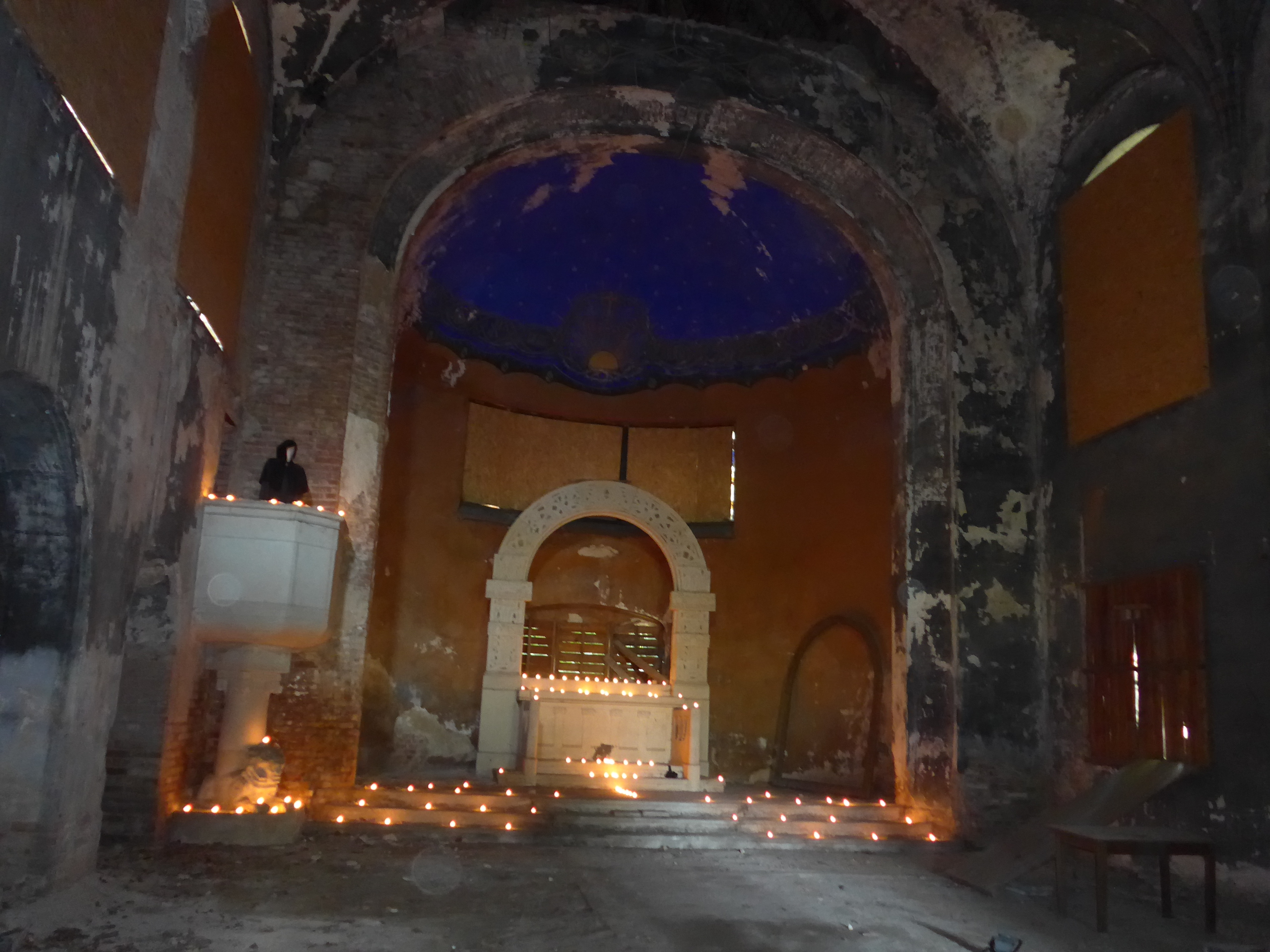
Kirchenraum

## Architektur
Der von den Architekten Rudolf Schilling und Julius Graebner in roh behauenem Bossenquaderwerk errichtete Kirchenbau wird beherrscht von seinem ohne Zäsur aufsteigenden monumentalen Turmaufbau, dessen Schaft nur in seinem unteren, von Strebepfeilern markierten Bereich eine dreiseitig gebrochene Vorhalle besitzt. Das ehedem stark durchlichtete Kircheninnere der mit schmalen Seitenschiffen ausgestatteten Basilika wird durch die weitgespannten Kreuzgratgewölbe bestimmt.